# Xã Constantine, Michigan
Xã Constantine (tiếng Anh: Constantine Township) là một xã thuộc quận St. Joseph, tiểu bang Michigan, Hoa Kỳ. Năm 2010, dân số của xã này là 4.217 người.